# Nissos (syn Pandiona)
Nissos – syn Pandiona, króla Aten.
Miał trzech braci: Egeusza, Pallasa i Likosa, których po śmierci ojca razem z Nissosem wypędzono z Attyki. Wkrótce jednak odzyskali władzę w swoim kraju i podzielili go na cztery części: Nissos otrzymał królestwo Megary z portem Nisaja. W czasie wyprawy kreteńskiej przeciwko Grecji, aby pomścić śmierć Androgeosa, syna władcy, zabitego przez króla Aten Egeusza, Minos oblegał Nisaję. Zakochana w Minosie Skylla, córka Nissosa, zdradziła swoją ojczyznę wyrywając z głowy ojca złoty włos, który był warunkiem jego życia, i wydała miasto wrogowi w zamian za obietnicę, że król Krety ją poślubi. Jego ogarnęło jednak taką odrazą ojcobójstwo popełnione przez Skyllę, że podobno kazał ją utopić. Opowiadano również, że Nissos, przemieniony w orła, spadł z powietrza na córkę, która wtedy także przemieniła się w ptaka.